# Alchemilla tenuis
Alchemilla tenuis är en rosväxtart som beskrevs av Robert Buser. Alchemilla tenuis ingår i släktet daggkåpor, och familjen rosväxter. Inga underarter finns listade i Catalogue of Life.